# Galan Erilich
Galan Erilich va ser rei dels pictes del 510 al 522.
Segons la llista de reis de la Historia Brittonum va regnar durant quinze anys, entre el rei Drest Gurthinmoch i els reis Drest mac Girom i Drest mac Uudrost, que ho van fer conjuntament.